# Vương quốc Etruria
Vương quốc Etruria (/ɪˈtrʊəriə/; tiếng Ý: Regno di Etruria) là một vương quốc nằm trên bán đảo Ý, tồn tại từ năm 1801 đến năm 1807, chiếm phần lớn lãnh thổ của vùng Toscana hiện đại. Tên của vương quốc lấy từ Etruria, tên La Mã cổ đại của vùng đất người Etruscans.
Trước khi vương quốc được thành lập, lãnh thổ này và một số vùng xung quanh cấu thành nên Đại công quốc Toscana được cai trị bởi Nhà Habsburg-Lothringen nhánh Ý. Vương quốc Etruria được lập ra dựa trên các thoả thuận ngầm giữa Đệ Nhất Tổng tài Napoleon với Carlos IV của Tây Ban Nha thông qua Hiệp ước Aranjuez (1801). Ludovico, Công tử thừa kế xứ Parma được trao quyền cai trị vương quốc này và ông cùng vợ phải đến Paris để được chính Napoleon Bonaparte sắc phong.

## Lịch sử

### Hình thành
Vương quốc Etruria được thành lập bởi Hiệp ước Aranjuez, được ký kết tại Aranjuez, Tây Ban Nha vào ngày 21/03/1801. Trong bối cảnh thỏa thuận lớn hơn giữa Pháp và Tây Ban Nha của Napoléon Bonaparte, Nhà Bourbon-Parma đã được đền bù cho việc mất Công quốc Parma của họ ở miền Bắc bán đảo Ý (đã bị quân Pháp chiếm đóng từ năm 1796). Ferdinand, Công tước xứ Parma đã nhượng lại Công quốc Parma của mình cho Pháp, và đổi lại, con trai của ông là Ludovico, Công tử thừa kế xứ Parma được ban cho Vương quốc Etruria (được tạo ra từ Đại công quốc Toscana). Để dọn đường cho Bourbon, Đại công tước của Toscana là Ferdinando III đã bị lật đổ và được bồi thường bằng Tuyển hầu xứ Salzburg. Ban đầu là Đại công quốc Toscana, Etruria đã được nhượng lại cho Nhà Bourbon vào năm 1801 với tư cách là con gái lớn của Carlos IV của Tây Ban Nha và chồng của bà.
Ngoài Hiệp ước Aranjuez, Đế quốc Tây Ban Nha cũng bí mật đồng ý trả lại lãnh thổ Louisiana (hơn 2 triệu km2) cho Pháp để đảm bảo Vương quốc Etruria trở thành một quốc gia vệ tinh của Tây Ban Nha; Louisiana lần đầu tiên được Pháp nhượng lại cho Tây Ban Nha vào năm 1763 khi Chiến tranh Bảy năm kết thúc. Louisiana được chuyển giao hợp lệ cho Pháp vào ngày 15/10/1802, sau khi Hiệp ước Aranjuez được ký kết. Napoléon sau đó đã bán Louisiana cho Hoa Kỳ trong Thương vụ mua Louisiana vào ngày 20/12/1803, để chi trả cho quân đội Pháp của mình trong Chiến tranh Liên minh thứ ba.

### Kết thúc tồn tại
Ludovico I là vị vua đầu tiên của vương quốc, nhưng đã qua đời vào năm 1803 khi tuổi đời còn rất trẻ, và người con trai thừa kế là Charles Louis thì chưa đủ tuổi trưởng thành để lên kế vị. Mẹ của ông, María Luisa Josefina của Tây Ban Nha, được bổ nhiệm làm nhiếp chính. Tuy nhiên, vì Etruria gặp rắc rối với các vấn đề buôn lậu và gián điệp, nên Napoléon Bonaparte đã cho sáp nhập lãnh thổ vào Pháp, do đó Etruria trở thành vương quốc cuối cùng trên bán đảo Ý bị Nhà Bonaparte thôn tính. Người sở hữu vương quốc Etruria và Tây Ban Nha hy vọng nhà cầm quyền Pháp sẽ đền bù cho sự mất mát này bằng cách nhượng lại lãnh thổ Bồ Đào Nha.
Năm 1807, Napoléon giải thể vương quốc và sáp nhập vào Pháp, biến nó thành ba tỉnh của Pháp: Arno, Méditerranée và Ombrone. Nhà vua Etruria và mẹ của ông đã được người Pháp hứa hẹn sẽ được đưa lên ngôi vua của Vương quốc Bắc Lusitania (ở phía Bắc Bồ Đào Nha), nhưng kế hoạch này không bao giờ thành hiện thực do sự đổ vỡ giữa Napoléon và Nhà Bourbon Tây Ban Nha vào năm 1808. Sau khi Napoleon bị lật đổ vào năm 1814, Đại công quốc Toscana đã được khôi phục, dưới quyền cai trị của các Đại công tước của Vương tộc Habsburg-Lothringen. Năm 1815, Công quốc Lucca được tách khỏi Đại công quốc Toscana để đền bù cho Nhà Bourbon của Parma, cho đến khi họ được quay lại Parma và tiếp tục cai trị lãnh thổ cũ vào năm 1847.